# Gastronomía de Taiwán

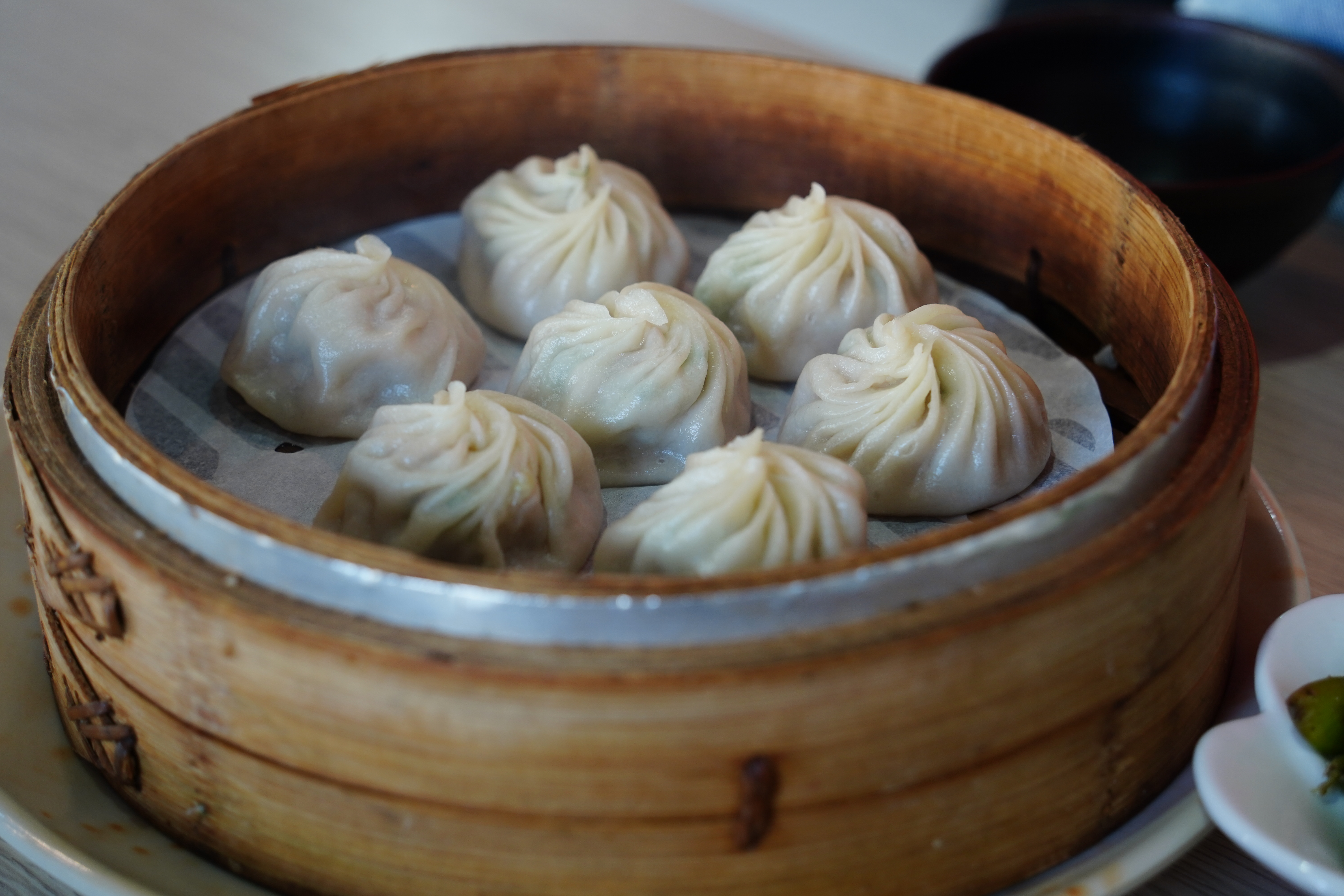
Xiaolongbao en Vapor de bambú.

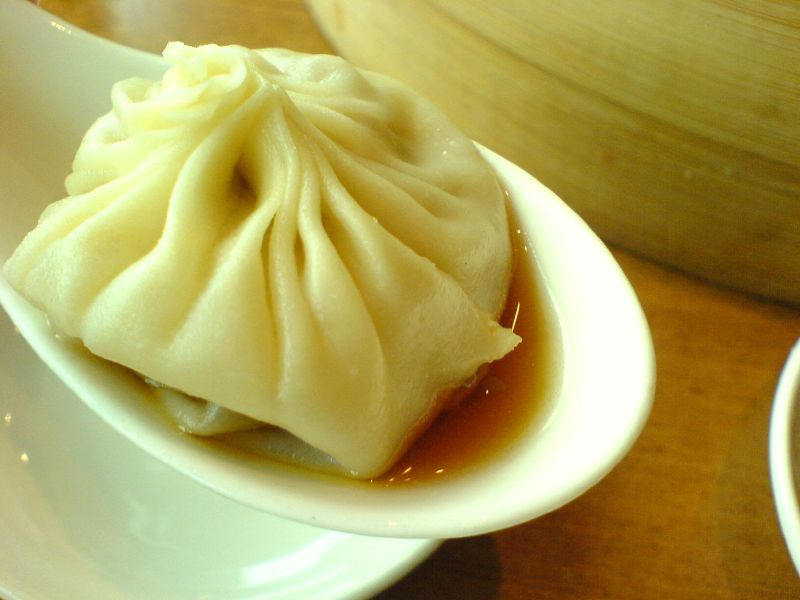
Salteado y salió la sopa Xiaolongbao.

La gastronomía de Taiwán (en chino tradicional, 臺灣菜; en chino simplificado, 台湾菜; pinyin, Táiwān cài) tiene diferentes variaciones. La cocina de Taiwán refleja la historia de la isla, basada en las tradiciones culinarias nativas de Taiwán y la Cocina china, se han agregado influencias como la Cocina japonesa y la cocina occidental.
Cuando la cocina china se introdujo en Taiwán, donde vivían los aborígenes austronesios étnicos, formó la base de la cocina taiwanesa. Alrededor del siglo XVI, los chinos Han de la dinastía Ming, la dinastía Qing de los imperios chinos; Se establecieron occidentales de los Países Bajos y España, y Taiwán, que también pasó por el período colonial del Imperio japonés, tiene una variedad de recetas. ha desarrollado una cultura gastronómica única a lo largo de 400 años de historia.

## Definición
En chino taiwanés, la palabra Cocina en Taiwán y la palabra Cocina taiwanesa tienen diferentes significados:
- La "Cocina en Taiwán" se refiere en términos generales a varias cocinas de fusión locales y taiwanesas que se pueden comer en Taiwán. Todos los platos inventados por taiwaneses o modificados por taiwaneses están incluidos en este ámbito.
- La "Cocina taiwanesa" en sentido estricto también se llama Tai Tsai (台菜) y se refiere solo a la cocina del pueblo chino Fujian Minnan que vive en Taiwán. También es un grupo étnico que constituye el 70% de la población actual de Taiwán. Gente Hakka Hay grupos étnicos chinos no fujianos, así como aborígenes taiwaneses y japoneses, la cocina anterior no entra en la categoría de "Tai Tsai" en sentido estricto.

## Historia
Dado que la sociedad taiwanesa tiene características de una sociedad inmigrante, aunque la cocina taiwanesa tiene sus raíces en la cocina de los aborígenes taiwaneses, la cocina taiwanesa de hoy muestra una influencia limitada de las tradiciones culinarias indígenas. Entre los inmigrantes, la cocina china, especialmente con una gran población, especialmente la cocina Fujian y la cocina Hakka forman la base de la cocina taiwanesa. La cocina de los nativos de Taiwán con una pequeña población sigue siendo la cocina local y así sucesivamente.
La cocina taiwanesa es una amalgama de tradiciones culinarias de toda China. En primer lugar, la cocina de Fujian como Xiamen, Quanzhou y Zhangzhou se fusionan con la cocina nativa para formar la base de la cocina taiwanesa. Ha sido influenciado por varias cocinas inmigrantes, como el Hakka del cantonés o el Han del sur de China. Después de la Segunda Guerra Mundial, cuando gente de toda China continental llegó a Taiwán con el Kuomintang, Beijing, Shanghái, Sichuan, Guangdong y otros Cocina china desarrollada en Taiwán.
Durante los 50 años del dominio colonial japonés, también fue influenciado por la Cocina japonesa. En particular, período Meiji, período Taisho la cocina japonesa tiene una fuerte influencia, Oden o Tempura, Sashimi, Sushi, hay  Menús Sopa de miso, Curry japonés y Sake. Además de Sushi, el sushi taiwanés suele ser Smash está ligeramente sazonado con vinagre. En casa, también sirvo platos japoneses como inarizushi y sopa de miso con el plato principal chino.
|                 |
| tofu con huevos |

|              |
| Flor de tofu |

|            |
| Lo bah png |

|          |
| Kakigōri |

|        |
| Ba-wan |

|              |
| Té de perlas |

|        |
| Ke-pâi |

|                       |
| Castella (pastelería) |

|        |
| Ekiben |

|                |
| Pineapple cake |

|                      |
| Jiaozi a tomate sopa |

|                              |
| Cocina vegetariana en Taiwán |

|                       |
| Wonton en aceite rojo |

|         |
| Gua bao |

|                   |
| desayuno taiwanés |

|                          |
| Sopa de fideos con carne |

## Ingredientes
Taiwán es un país insular rodeado de mar por todos lados, y montañas de 3000 metros de altura se extienden por el centro de la isla de norte a sur. Aunque es un país pequeño, la topografía es diversa y el entorno natural está bien equipado, por lo que es rico en diversos productos marinos y forestales.
La cocina taiwanesa tiene un concepto característico del país: la letra Q designa la cualidad elástica de la textura de los alimentos ricos en almidón, como ciertos tipos de fideoss, perlas de tapioca, Fishball, Meatball y Rice, o dumplings; no existe un carácter chino. En China continental, especialmente en Xiamen, hay influencias taiwanesas, como la calle de los "pequeños platos taiwaneses" (臺灣小吃街), donde puedes encontrar stinky tofu, platos de helado de frutas y platos de mariscos entre las diversas especialidades.
- Frutas: Entre los ingredientes alimentarios destacan los alimentos y platos a base de frutas, especialmente económicos y muy variados. Llamado el reino de las frutas, Taiwán es rico en mangos, piña, guayabas, manzanas Java, manzanas de azúcar, fresas, melones, sandías, plátanos y kiwi.
- Verduras · Champiñones: La creatividad de los taiwaneses se expresa a menudo a través de su selección de especias y condimentos. La cocina taiwanesa se basa en una amplia gama de condimentos: salsa de soja, alcohol de arroz, aceite de sésamo, douchi (frijoles de soja negros), blanco rábano en salmuera, mostaza marrón marinada, maní, chiles, hojas de cilantro y una variedad local de albahaca (九層塔, literalmente “la pagoda de nueve pisos”).
- Especias: la albahaca y el cilantro se usan comúnmente, y en más, octágono, hinojo, chalote, plátano y ajo, cebolla verde , cebollino y jengibre también se utilizan. Se tuesta en aceite para que desprenda una fragancia y se usa en salteados o sopas. Esta variedad de condimentos produce sabores interesantes que hacen que la cocina taiwanesa sea refinada a pesar de la sencillez de las preparaciones.
- Pescado: La platija, rape, lubina, bacalao, anguila y ohichi  (huevas de pescado) son comido. En particular, el sancheoneo de Taiwán es conocido como el pez representativo de Taiwán.
- Camarón: Hay Tigre negro, Langosta, Camarón negro, Camarón flor de cerezo y Camarón peonía. Está ubicado entre China, el sudeste asiático y Japón, y los camarones que se consumen bien en los países vecinos se capturan principalmente en Taiwán.
- Cangrejo:Prefiero algo con un fuerte sabor a umami y un débil olor a pescado, y hay cangrejos pollo, cangrejos azules, cangrejos azules moteados, cangrejos sierra del sur y cangrejos rojos del sureste capturados en aguas cercanas a Taiwán.
- Mariscos: Además de las ostras, que son el ingrediente principal de Eoachian, se utilizan varios tipos de mariscos, como clam, surang, obunjagi y almejas gamurak.
- Fideos: Puede disfrutar de una variedad de platos de fideos. Yi Mian de Nantou, Tang Ami de Tainan, New Lou Mian de Kaohsiung, Mifun de Hsinchu, Jajang Mian de Taipéi y Spicy Dan Dan Mian de Sichuan son famosos. Los panes incluyen Hakka Bing, Danbing, Chongyu Bing, Luobo Gao, Hujaobing y las especialidades locales Taiyang Bing y Lao Po Bing.
- Postre: Aperitivos de granos nativos de Taiwán, bao bing (hielo raspado), té de burbujas con perlas de tapioca o jalea, y varios postres son abundantes.

|       |
| mango |

|         |
| Guayaba |

|                 |
| Java de manzana |

|        |
| Papaya |

|      |
| Apio |

|                       |
| postre de taro morado |

|       |
| Silpa |

|                  |
| tofu y espinacas |

|                |
| cerdo y huevos |

|           |
| Octogonal |

|         |
| Oshichi |

|             |
| Lobo de mar |

|        |
| Abulón |

|         |
| Crucero |

|                        |
| vacaciones de cangrejo |

|                     |
| camarones de peonía |

## Tipo de comida
1. Taiwan Zaocan (台灣早餐): "Zhaochan" significa "desayuno". El desayuno taiwanés es una combinación de platos chinos y occidentales. En las tiendas de desayuno, puede comer una variedad de alimentos, como Luobogao y otros pasteles de arroz, Danbing y Chongyubing y otros panqueques, doujang, Yutiao y New Loumian, y otros tipos de fideos, gachas y jugo.
2. Taiwán Xiaochi (台灣小吃): "Xiaochi" significa "merienda, bocadillos". Puedes disfrutarlo en el mercado nocturno.
3. Taiwan Sushi (台灣素食): "Susu" significa "comida del templo". Es un plato qingzhen al estilo taiwanés, que se encuentra comúnmente en las cafeterías de los estudiantes y en las raciones militares de todo el país. Los ingredientes alimentarios como el yu dou fu, el trigo y el chile se utilizan en abundancia. El pollo vegetariano se llama "Suji", el pescado vegetariano se llama "Suyu" y la carne vegetariana se llama "Surou". etc.
4. Rechao taiwanés (台式熱炒): Plato que se come en la cena con una guarnición o como merienda con alcohol. Los hay chic y folclóricos.
5. Caja bento taiwanesa (台式便當): A diferencia del bento frío y de colores brillantes de Japón, el bento de Taiwán es cálido, marrón y enfatiza la delicia de la comida en sí más que su apariencia.
6. Bistec taiwanés (台式牛排): Bistec, salsa de champiñones, salsa de pimienta negra y pasta en un plato chisporroteante con sopa de crema de maíz.
7. Liushuish (流水席): Este es un plato de banquete. Al igual que con la cocina de Chaozhou, se utilizan ingredientes raros como la aleta de tiburón y el nido de pájaro, así como pepinos de mar y abulón.
8. Qingzhou Xiaocai (清粥小菜): Comer varias guarniciones pequeñas con avena. Aunque parcialmente influenciado por la cocina de Fujian y la cocina Hakka, se considera una tradición que refleja los hábitos alimenticios de los antiguos taiwaneses.
9. Cocina medicinal taiwanesa (漢方藥膳): La cocina herbal de Taiwán está fuertemente influenciada por las tradiciones de la medicina china y la cocina herbal china. Se caracteriza por una fuerte sazón.
10. Cocina intestinal (內臟料理): Entre las carnes, el cerdo es una de las principales características, y los pioneros no solían comer vaca, que era una valiosa fuente de alimento. A partir de la idea de utilizar ingredientes sin desperdicio, también están creciendo los platos que utilizan órganos y sangre de animales. Los platos con carne de res, como los modernos fideos con carne de res, son básicamente una costumbre importada de China desde la época del dominio japonés.
11. Pollo en salmuera (鹽水雞): Marine el pollo y varios vegetales en sal, agua y una enzima de fermentación.
12. Crispy Salted Chicken (鹽酥雞):verduras y pollo envueltos en albahaca taiwanesa especial, ajo, pimienta y polvo frito, fritos en aceite de maní.
13. Luwei (滷味): El ramen y las verduras se cocinan con salsa de soja, polvo de cinco especias, canela, ralladura de naranja y anís estrellado, y la carne tiene un fuerte sabor ahumado.
14. Brochetas de barbacoa (燒烤串): Después de cubrir varios ingredientes con salsa de soya, pomelo, naranja, azúcar moreno, etc., colóquelos en brochetas con palos largos de bambú y cocine a la parrilla. Similar a los kebabs chinos o kebabs japoneses.
15. Hot Pot (火鍋):bayas de goji chinas, chiles taiwaneses, chiles de Mongolia Interior, pollo al vino de Huadiao, verduras vegetarianas, almejas, etc. También puede disfrutar de helado Haagen-Dazs ilimitado de forma gratuita.
16. Teppanyaki (鐵板燒): saltear cerdo, cordero o ternera con cebolla, brotes de soja y puerros en una plancha de hierro caliente.
17. Hielo raspado (剉冰): Los hay de diferentes sabores frutales como maoguo, sandía, malanga, fresa… Solo hay cubitos de hielo, pero leche condensada casera y nata fresca. Es el postre más popular en verano en Taiwán.

|                        |
| pollo salado crujiente |

|               |
| Taiwán Rechao |

|                |
| Taiwán Xiaochi |

|                 |
| pastel de carne |

|                      |
| conjunto de cangrejo |

|                              |
| Taiwán Zhaocan Leche de soja |

|                         |
| Taiwán Zhaochan Danbing |

|                              |
| Escenas cortas, Curie y Ungo |

|                             |
| Medicina herbaria taiwanesa |

|                             |
| Taiwán Zhaocan Chung Yubing |

|                             |
| Taiwán Zhaocan Hu Zhao Bing |

|                       |
| hot-pot de cotización |

|                    |
| Menú fijo taiwanés |

|                            |
| Arroz con codillo de cerdo |

|                    |
| croissant taiwanés |

|                               |
| Pollo a la pimienta de Taiwán |

## Especialidades regionales

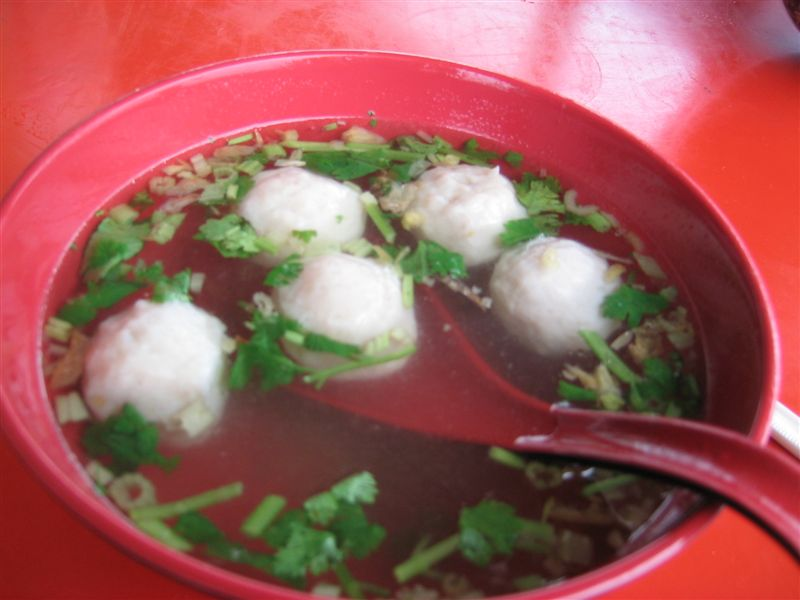
Bol de sopa de bolas de cerdo.

### Chiayi
Los cuencos de arroz y pavo (en chino, 火雞肉飯; pinyin, hǔo jī ròu fàn) son cuencos de arroz cubiertos con pavo rallado, acompañados a menudo de daikon encurtido. El arroz se salpican con un tipo de gravy hecho con el jugo del pavo y salsa de soja.

### Hsinchu
Hsinchu (en chino, 新竹; literalmente, ‘bambú nuevo’) es famosa por sus bolas de cerdo (貢丸), que suelen comerse con sopa (湯, tang). 
Los vermicelli de arroz (米粉, mifen) son otra especialidad local. Suelen comerse ‘secos’ (乾, gan), no en sopa, con champiñones y cerdo picado.

### Daxi
El tofu seco Daxi (en chino, 大溪豆干; pinyin, dà xī dòu gān), del que hay dos tipos básicos, normal y condimentado, es una especialidad local. Se consumen como plato o aperitivo.

### Taichung
El pastel de sol es una de las reposterías más conocidas de Taichung. Se prepara con capas hojaldre y un centro dulce, normalmente de miel o melaza. El castella al estilo de Nagasaki y el guirlache (牛軋糖) son otras especialidades de esta región.

### Tainan
En Tainan, los fideos dan dan (en chino, 台南擔仔麵; pinyin, Tâi-lâm tàⁿ-á-mī), los dumplings de gamba y carne (en chino, 蝦仁肉丸; pinyin, hê-jîn bah-ôan) y los crackers o galletas de gamba son los platos locales más notables. Otro plato popular originario de Tainan es el arroz aceitoso (en chino, 台南油飯; pinyin, Tâi-lâm iû-pn̄g), un plato de arroz con aceites condimentados y carne de cerdo rallada, champiñones y gamba seca.
El pan ataúd (en chino, 棺材板; pinyin, guān cái bǎn) es parecido a una torrija con relleno salado, como ternera a la pimienta negra o pollo al curry. Consiste en una rebaja de pan gruesa mojada en huevo, frita, cortada por tres lados y rellena.

### Changhua
Changhua es famosa por el ba-wan (en chino tradicional, 肉圓; pinyin, roù yuán; literalmente, ‘círculo de carne’), una especie de dumpling grande hecho de masa gelatinosa y relleno de cerdo y verdura, habitualmente champiñones y brotes de bambú.

### Nantou
Nantou es famosa por el yi mein (en chino tradicional, 伊麵; en chino simplificado, 伊面), unos fideos blandos y sabrosos en sopa, y el rou-yuan, que es parecido al ba-wan, elaborándose el exterior con almidón de tapioca y rellenándose con champiñón, bambú en juliana fina y una albóndiga. Es como con una salsa rojiza agridulce.

### Danshui
Son recetas típicas:
- El ah gei (阿給), tofu frito relleno con fideos cristal y sellado con pasta de pescado, condimentado con salsa picante por fuera.
- Las bolas de pescado Danshui (魚丸), populares por estar Danshui cerca de la costa, son bolas de pasta de pescado rellenas de carne y ajo, cocidas en un caldo claro.
- Los huevos de hierro (鐵蛋), que se cuecen repetidamente en una mezcla de especias y se secan con aire. El producto resultante es marrón oscuro, duro y tienen un sabor fuerte comparado con los huevos duros normales.

## Platos típicos

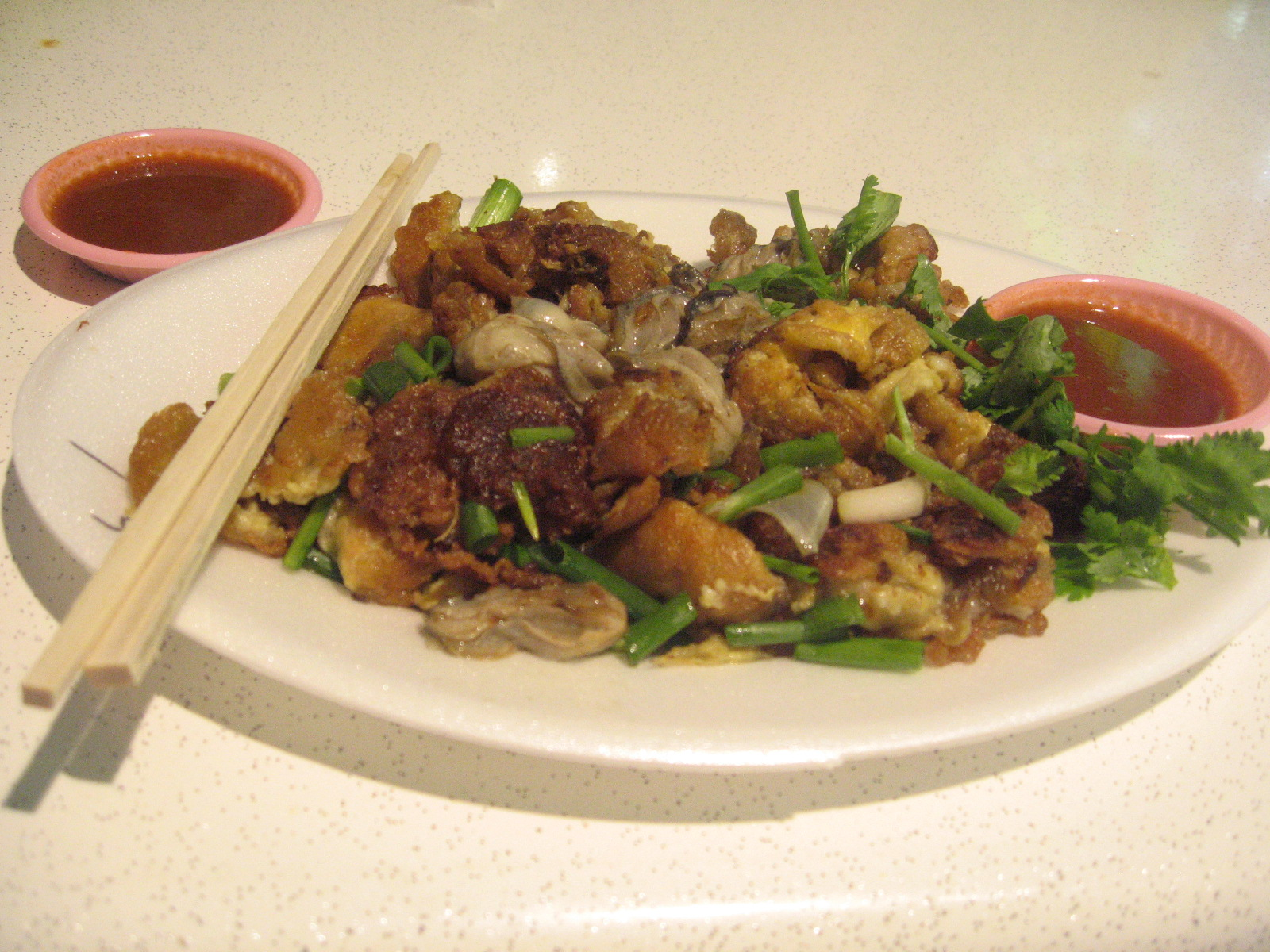
Tortilla de ostra con salsa chile.

- Jiû-hî keⁿ (en chino, 魷魚羹; pinyin, yóuyú gēng) — sopa espesa con sepia envuelta en pasta de pescado.
- Ô-á-chian (蚵仔煎, kézǎi jiān) — tortilla de ostra hecha con huevo, ostras, almidón de tapioca y hojas de mojigata. Tiene una textura blanda y pegajosa, y se como con una salsa dulce y ligeramente picante, cubierta con cilantro. Es un plato muy común en los mercados nocturnos, al tratarse del aperitivo más popular de Taiwán.[2]
- Ô-á mī-sòaⁿ (蚵仔麵線, kézǎi miànxiàn) — vermicelli de ostra, una sopa espesa conteniendo ostras pequeñas y fideos vermicelli chinos.
- O· bí-ko (烏米糕, me shai [米血], hēimǐ gāo [黑米糕]) — un plato hecho de sangre de cerdo y arroz. Suele cortarse en trozos rectangulares y servirse en un palo, mojándose en salsa de soja, añadiéndosele opcionalmente salsa picante y cubriéndose con cacahuete y cilantro.
- Ló·-bah-pn̄g (魯肉飯, lǔròu fàn) — cerdo graso troceado, en dados o picado, estofado en salsa de soja con especias y servido sobre arroz.
- Tōa-tn̂g pau sió-tn̂g (大腸包小腸) — una salchicha de cerdo pequeña envuelta en una grande de arroz glutinoso, normalmente cubierta de ajo y albahaca. Es un aperitivo común en los mercados nocturnos. El cliente suele poder escoger su sabor: pimienta negra, ajo, guindilla, mantequilla o chocolate.
- Sān bēi jī (三杯雞, literalmente ‘pollo tres copas’) — un plato de pollo llamado así porque incluye una copa de vino de arroz, otra de aceite de sésamo y otra de salsa de soja. Alternativamente puede cambiarse el aceite de sésamo por azúcar.
- Chhài-pó͘-nn̄g (菜脯蛋) — tortilla de rábano blanco en conserva al estilo taiwanés.
- Koe-á bah (瓜仔肉) — pastel de cerdo al vapor con pepino encurtido al estilo taiwanés.

### Postres

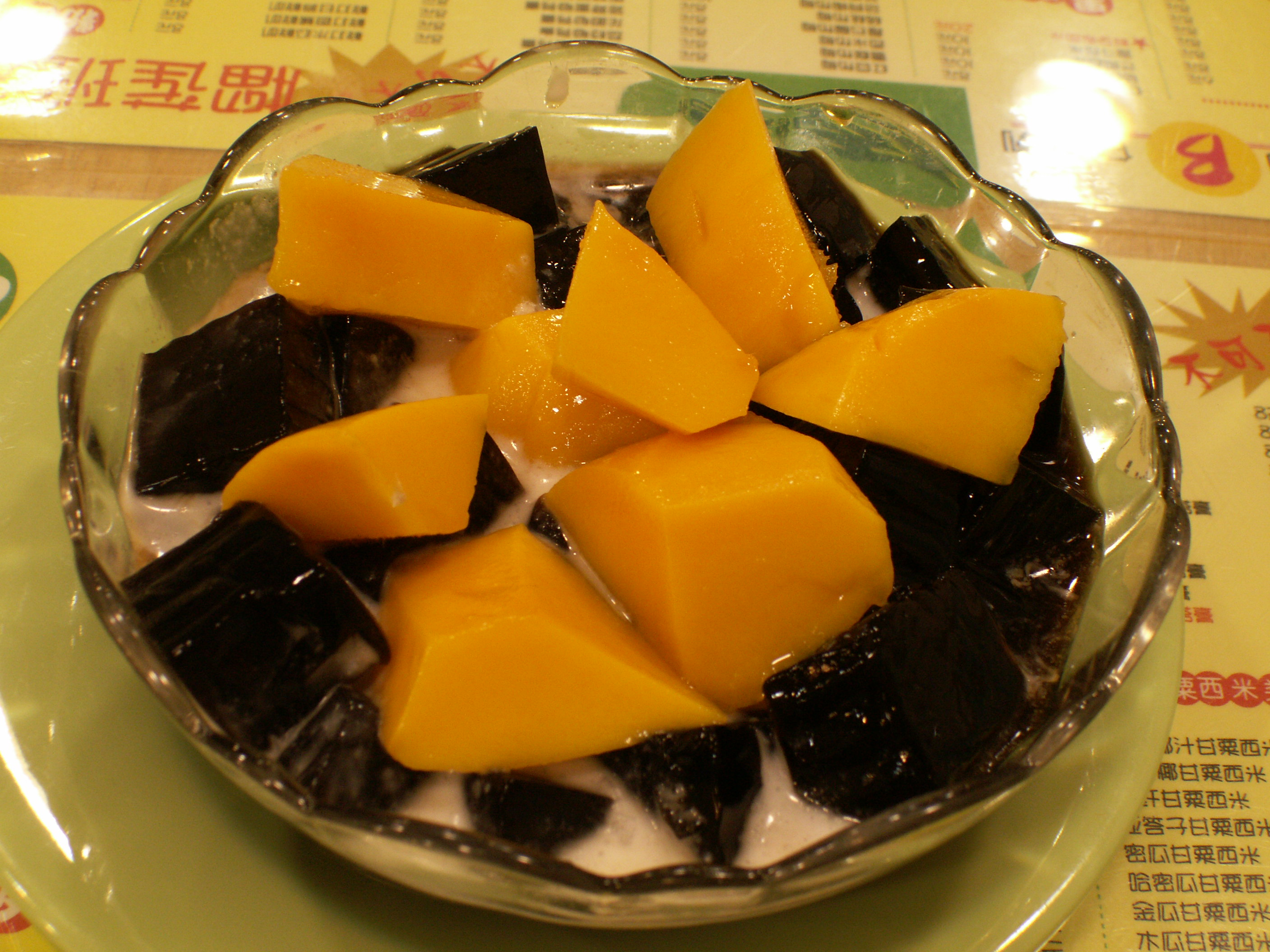
Jalea de hierba con trozos de mango.

- Té burbuja, también llamado té con leche perla (珍珠奶茶) — bolas de tapioca masticables que se añaden al té con leche.
- Sian-chháu (en chino, 仙草; pinyin, xiāncǎo) — jalea de hierba (Mesona procumbens).
- Ò-giô-peng (愛玉冰) — jalea de aiyu, un postre gelatinoso con semillas de una fruta parecida al higo, probablemente Ficus pumila var. awkeotsang, que se sirve sobre hielo
- Ō͘-á-peng (芋仔冰, yù bīng [芋冰]) — un postre hecho de pasta de taro congelada.
- Chhú-khak-ké o chháu-á-ké (鼠麹粿, 草仔粿) - pasteles hechos con una masa de harina de arroz glutinoso combinada con una pasta molida cocida de gogyo o altamisa para darle sabor y color verde. La masa suele rellenarse con carne picada o pasta de judía dulce.

## Platos de mercados nocturnos
Los aperitivos más famosos de Taiwán se encuentran en los mercados nocturnos, donde vendedores callejeros venden diversas recetas diferentes: palitos, bebidas, dulces, e incluso platos a tomar sentado. En estos mercados también pueden encontrarse bollos rellenos de carne fritos o al vapor, tortilla de ostra, helados de fruta, etcétera. Aparte de aperitivos, entrantes y postres, en los mercados nocturnos también se venden ropa, accesorios y una amplia variedad de productos de entretenimiento.
En los mercados nocturnos suele encontrarse:
- Pastelitos — se preparan vertiendo rebozado en moldes metálicos calientes, que se enfrían rápidamente para obtenerlos de diferentes formas. Existen incontables variantes, a veces rellenas de crema, pasta de judía azuki o mantequilla de cacahuete.
- Bebidas — de té de burbujas (bubble tea) a zumos y tés.
- Tofu apestoso o fermentado (en chino, 臭豆腐; pinyin, chhàu tāu-hū, chòu dòufǔ) — tofu cortado en cubos, fritos y servidos en un plato. Puede comerse con verdura encurtida, como calabaza, rábano blanco o daikon y zanahoria. Puede mojarse en salsa de soja mezclada con especias y ajo o salsa agridulce.
- Ba-wan (en chino tradicional, 肉圓; pinyin, roù yuán; literalmente, ‘círculo de carne’) — una especie de dumpling grande hecho de masa gelatinosa y relleno de cerdo y verdura, habitualmente champiñones y brotes de bambú.
- Maíz — muchos vendedores se especializan en un tipo de maíz, pero otros pueden ofrecer varios, tanto salados como dulces. A veces se cuece al vapor, se asa a la parrilla, se hierve, etcétera.
- Salchichas taiwanesas — salchichas de cerdo grasas con un sabor dulce, de diferentes tipos. A veces incluyen kaoliang (licor de sorgo). Suelen servirse en palo con muchos condimentos diferentes. A veces van envueltas en arroz glutinoso. A principios de los años 1980, cuando seguía habiendo una relativa escasez, la forma típica era un trozo de salchicha en un mondadiente acompañada de un diente de ajo.
- Panqueques de cebolleta (蔥油餅) — panqueque de harina con muchas capas finas, hecho con cebolleta picada. Es un aperitivo originario de la China continental.
- Manzanas silvestres caramelizadas — trozos de fruta cubiertas de caramelo rojo servidas en palo. A veces las manzanas se rellenan con ciruelas en conserva antes de caramelizarlas.
- Calamar o pescado en palo — a menudo marinado, y luego a la parrilla.
- Granizados — un postre popular consistente en hielo troceado con varios toppings a elegir.
- Tempura — hecha con almidón y carne picada. Tiene una consistencia blanda pero masticable y puede ser dulce, salado, picante o todo a la vez.
- Crepes taiwaneses (潤餅, jūn-piáⁿ) o popiah - crepes de harina muy finos y semicrujientes con una variedad de rellenos: azúcar glas, cacahuete molido, huevo, cerdo e incluso marisco. Estos crepes se hacen de la misma masa que los rollitos de primavera (春捲) taiwaneses.
- Smoothies de fruta o judía — leche o hielo mezclado al momento con papaya, mango, sandía, judía azuki o  judía china.
- Bolas de arroz glutinoso fritas — de sabor ligeramente dulce.
- Trozos de pollo frito — trocitos de pollo frito cubiertos con pimienta, guindilla y albahaca frita.
- Shawarma (mandarín 沙威馬, shāwēimǎ) — Un sándwich hecho habitualmente de pollo a la parrilla con especias y servido en un bollo de harina blanca con levadura junto con repollo en juliana, una rodaja de tomate, cebolla cortada, kétchup y mahonesa. Importado de Turquía hace décadas, se condimenta de forma bastante diferente a la tradicional.